# Leucothyreus spinifer
Leucothyreus spinifer är en skalbaggsart som beskrevs av Ohaus 1918. Leucothyreus spinifer ingår i släktet Leucothyreus och familjen Rutelidae. Inga underarter finns listade i Catalogue of Life.